# سعدآباد (سبزوار)
سعدآباد (سبزوار)، روستایی از توابع بخش مرکزی شهرستان سبزوار در استان خراسان رضوی ایران است.

## جمعیت
این روستا در دهستان قصبه شرقی قرار دارد و براساس سرشماری مرکز آمار ایران در سال ۱۳۹۵، جمعیت آن ۳۷ نفر(۱۳ خانوار)بوده‌است.